# 惠吉
惠吉（1787年—1845年），字诗塘，富察氏，满洲镶黄旗人，清朝政治人物。恭泰之子。

## 生平
廕生出身，嘉慶八年，擔任刑部額外主事學習行走。嘉慶十一年，擔任刑部主事。嘉慶十四年，任刑部員外郎。嘉慶十七年，擔任刑部郎中。道光元年，擔任山東登州府知府。道光四年，任山東兗州府知府。道光六年，擔任山東濟南府知府。同年升任山東兗沂曹濟道。道光九年，擔任河南按察使、福建按察使。道光十一年，擔任福建布政使。道光十三年七月二十五，由福建布政使升任廣西巡撫。道光十六年四月十二（1836年5月26日），召京，九月十二（10月21日），任盛京兵部侍郎，同年改盛京刑部侍郎。道光十七年，任刑部右侍郎、鑲紅旗漢軍副都統。道光十八年，任熱河都統。道光十九年，任烏魯木齊都統。道光二十四年，任漕運總督。道光二十五年，分別任陝西巡撫、福建巡撫、雲南巡撫和陝甘總督。

## 家庭
- 祖父官登，内阁中书、江南江宁府知府；
- 父恭泰，乾隆戊戌进士，官侍郎；
- 子麟秀，郎中、鳳秀，由员外郎官至盛京工部侍郎；
- 凤秀之妻镶蓝旗汉军蔣氏，廣西思恩府知府蔣明遠之女；蒋攸銛孙女；蒋明远另一女蒋重申，嫁内务府镶黄旗满洲、兵部左侍郎完颜氏崇厚（父嘉慶十四年（1809年）己巳恩科进士麟慶）。蒋明远子蒋道模娶侍郎鲍桂星孙女。
- 一女聘正红旗满洲哈達瓜尔佳氏吉昌，吉昌是两广、闽浙总督怡良之子，；[3]另一女则是鸿胪寺卿宗室綿善四繼妻；[4]
- 孫女同治慧妃富察氏，麟秀之女也曾在同治年间参加选秀，但卒于同治九年（1870年）;
- 曾孫福源。